# Autumn Sky
Autumn Sky è l'ottavo album del gruppo musicale Blackmore's Night, pubblicato il 3 settembre 2010 dalle etichette discografiche Spinefarm, Universal, Ariola e Sony.

## Tracce
CD (Spinefarm SPI373CD / 2749221 (UMG) / EAN 0602527492216)
1. Highland – 5:46 (testo: Peter Grönvall – musica: Nanne Nordqvist)
2. Vagabond (Make a Princess of Me) – 5:23 (testo: Candice Night – musica: Ritchie Blackmore)
3. Journeyman (Vandraren) – 5:41 (Py Backman, Helena Backman, Candice Night)
4. Believe in Me – 4:26 (testo: Candice Night – musica: Ritchie Blackmore)
5. Sake of the Song – 2:52 (testo: Candice Night – musica: Ritchie Blackmore)
6. Song and Dance – 1:59 (musica: Blackmore)
7. Celluloid Heroes – 5:27 (Ray Davies)
8. Keeper of the Flame – 4:41 (testo: Candice Night – musica: Ritchie Blackmore)
9. Night at Eggersberg – 2:16 (musica: Ritchie Blackmore)
10. Strawberry Girl – 4:05 (testo: Candice Night – musica: Ritchie Blackmore)
11. All the Fun of the Fayre – 3:56 (testo: Candice Night – musica: Ritchie Blackmore)
12. Darkness – 3:26 (testo: Candice Night – musica: Tradizionale/Ritchie Blackmore)
13. Dance of the Darkness – 3:33 (musica: Tradizionale/Ritchie Blackmore)
14. Health to the Company – 4:16 (testo: Tradizionale – musica: Tradizionale/Ritchie Blackmore)
15. Barbara Allen – 3:46 (testo: Tradizionale – musica: Tradizionale/Ritchie Blackmore)

Durata totale: 61:33

## Classifiche
| Paese     | Posizione raggiunta |
| --------- | ------------------- |
| Grecia    | 13                  |
| Germania  | 15                  |
| Finlandia | 29                  |
| Svezia    | 36                  |
| Austria   | 43                  |
| Svizzera  | 57                  |